# حمد بن محمد آل ماضي
حمد بن محمد آل ماضي، هو حمد بن محمد بن تركي الماضي من المزاريع من بني عمرو من بني تميم، أمير منطقة نجران عام 1375هـ.

## اسمه ونسبه
هو حمد بن محمد بن تركي بن فوزان بن تركي بن فوزان بن ماضي بن جاسر ابن ماضي بن محمد بن ثاري بن محمد بن مانع بن الحميدي بن عبد الله بن راجح بن مزروع بن رفيع بن حميد بن حماد آل عمرو بن تميم.

## نشأته
ولد في سنة 1330هـ، وقد نشأ في بلد الروضة في حجر والديه وقرأ القرآن الكريم وتعلم الخط والحساب ولازم أخوه تركي بن محمد في كثير من أسفاره وكان ذا رأي سديد وأعمال موفقة، ومن أعماله تولى إمارة الضفير بالنيابة عن اخيه تركي ثم انتقل معه إلى نجران سنة 1357هـ، وقد صدر الأمر الملكي بتعيينه أميراً على نجران حتى عام 1374هـ.

## وفاته
وتوفى في 4/1/1394 هـ